# Affaire Saïd Bourarach
L’affaire Saïd Bourarach, du nom de la victime, est une affaire criminelle dans laquelle le vigile d’un magasin de Bobigny, qui venait de subir une agression, est mort noyé dans le canal de l’Ourcq le mardi 30 mars 2010. Le fait que la victime soit d’origine marocaine et que les jeunes agresseurs soient de confession juive et soupçonnés — au moins pour Dan Lampel, le principal mis en cause — de liens avec la Ligue de défense juive (LDJ), a poussé des associations communautaires, indignées par l’intérêt des politiques et des médias qu’elles considèrent anormalement faible, à s’interroger et à réagir. Ni le mobile raciste ni l’intention de tuer n’ayant été démontrés par l’enquête, les agresseurs de Saïd Bourarach sont condamnés à de la prison ferme et de lourds dommages-intérêts. La peine de 9 ans de prison de Dan Lampel est ramenée à 8 ans lors d'un second procès.

## Récit de l'agression

### De l'altercation à l'agression
Le mardi 30 mars 2010, vers 19 h 10, Dan Lampel, un jeune homme « blond avec une queue de cheval et un tatouage » se présente à l’entrée du magasin Batkor de Bobigny pour acheter un pinceau et de la peinture. Mais le magasin est fermé depuis dix minutes et l’agent de sécurité et maître-chien Saïd Bourarach, 35 ans d'origine marocaine, ne peut pas le laisser entrer. Une altercation a lieu avec des insultes et des échanges de coups. Saïd sort sa bombe de gaz lacrymogène sans l’utiliser. Deux témoins entendent le client dire : « On va te tuer ». Un employé du magasin témoigne encore que le client « retourne à sa voiture où l’attendait sa copine, et en ressort alors aussitôt, torse nu, et muni d’une manivelle de cric. Il crie à Saïd Bourarach : "On va revenir tout casser !" ».
Cinq minutes plus tard, appelés par Dan Lampel, arrivent quatre hommes de 18 à 26 ans, parmi lesquels son frère Michaël, son oncle Lucien Dadoun, et Dan Sellam, un ami ; la plupart sont des résidents de Pantin,. Certains d’entre eux attaquent Saïd Bourarach qui lâche sa chienne sur eux et utilise sa bombe de gaz lacrymogène. Des insultes fusent, des coups de poing et de cric sont portés sur le vigile qui part se réfugier dans le magasin, mais un des hommes crie : « Je vais tuer ton chien ! ». Saïd Bourarach, refusant de l’abandonner, renonce à se mettre en sécurité et sort du magasin malgré le danger. Il doit très vite prendre la fuite le long du canal de l'Ourcq, poursuivi par ses agresseurs. C’est la dernière fois que ses collègues le voient vivant.

### Différentes hypothèses
Plusieurs hypothèses à propos de ce qui s’est passé ensuite sont émises dès le début de l’enquête. Elles divergent sur le caractère volontaire de l’acte.

#### Hypothèse du plongeon involontaire
La victime, assommée ou non, aurait pu être jetée à l’eau par un agresseur. C'est ce qu’estime un policier au lendemain des faits.
Les scénarios du plongeon involontaire sont, au moins en 2010, tenus pour crédibles par l’entourage du vigile, selon lequel ce dernier « savait très bien nager et n’aurait jamais pu se noyer sans avoir été assommé au préalable ». Après l’annonce des résultats de l’autopsie selon lesquels son compagnon s’est noyé, Nathalie Potignon témoigne même que celui-ci « est venu clandestinement en Europe par la mer, à l’aide d’une barque. Le passeur l’avait déposé à 300 mètres des côtes espagnoles ».

#### Hypothèse du plongeon volontaire
Pour tenter d’échapper aux poursuivants, la victime se débarrasse d’objets encombrants et se jette à l’eau ; elle se noie peu après à cause de la fatigue ou de ses blessures.
Le principal agresseur, Dan Lampel, a avoué à la police lors des auditions « avoir poursuivi Saïd » mais nie l’avoir poussé volontairement dans le canal de l'Ourcq. D’après le témoignage de deux agents SNCF qui travaillaient sur la berge en face, Saïd Bourarach était poursuivi par plusieurs personnes mais n’aurait pas été poussé ; ces dernières ont ensuite jeté des pierres dans l’eau tandis que le vigile nageait énergiquement vers l’autre berge.
Le juge d’instruction retient finalement cette hypothèse mais précise que le choc émotionnel dû à l’agression a influencé la décision de la victime.

### Après l'agression
Un des agresseurs crie avant de s’enfuir en courant que « le vigile est tombé à l'eau, mais il est ressorti de l’autre côté de la rive ». Alertés d’une chute de Saïd Bourarach dans le canal, les employés du magasin se précipitent vers la rive, mais ne trouvent que la chienne dans l’eau. Un témoin raconte que « le chien de Saïd était dans le canal. On a réussi à le sortir, mais il restait sur place, comme si son maître était encore là ».
Un des collègues du vigile alerte la police pour signaler sa disparition. Kamel, un employé de Batkor, déclare : « Contrairement à ce que l’on dit ailleurs, les collègues ont aidé Saïd mais tout s’est passé trop vite... en cinq minutes et non en deux heures ».

## Les conséquences

### L'enquête
L’enquête sur la disparition de Saïd Bourarach a d’abord été confiée à la police de Bobigny, qui retrouve sur la berge « le gilet du vigile, un cric de voiture et une bombe de gaz lacrymogène, a priori vidée ». Les policiers découvrent, dans la Renault Clio de Dan Lampel restée sur le parking, un passeport qui permet d’identifier un des agresseurs. Le mardi 30 mars 2010, moins d’une heure après l’agression, cinq hommes et une femme sont appréhendés et mis en garde à vue. La plupart d’entre eux étaient connus pour des faits de violence ou d’usage et de détention de stupéfiants.
Dès le soir du 30 mars, les hommes-grenouilles ont commencé les recherches, et le lendemain vers 16 heures 10, ils retrouvent dans le canal le corps sans vie de Saïd Bourarach. L’enquête est alors confiée à la brigade criminelle de la police judiciaire de Paris.
Le jeudi 1er avril 2010, l’autopsie pratiquée le matin à l’Institut médico-légal de Paris permet d’établir que le vigile est mort par noyade. Sont également constatées « des traces d’ecchymoses au niveau du menton, du dos et des épaules » qui ne sont que des « traces d’ecchymoses non significatives ». Durant l’après-midi, les cinq hommes ont vu leur garde à vue prolongée et la jeune femme a été libérée.
Le 2 avril, quatre des cinq hommes sont mis en examen et en détention provisoire pour violences volontaires ayant entraîné la mort sans intention de la donner avec usage ou menace d’une arme. Le parquet a requis un mandat de dépôt à leur encontre. Le dernier homme a été relâché.
Le procureur Sylvie Moisson expliquait alors que « le système de vidéosurveillance du magasin n’étant pas branché lors des incidents, et aucun témoin oculaire n’ayant affirmé, à ce jour, avoir assisté à la scène, les circonstances dans lesquelles Saïd s’est retrouvé dans le canal de l’Ourcq sont totalement inconnues ». Mais par la suite, deux agents SNCF témoignent en faveur du plongeon volontaire.
La chambre de l'instruction de la cour d'appel de Paris a remis en liberté sous contrôle judiciaire, le 14 avril 2010, une des quatre personnes mises en examen. Selon Nathalie Potignon, veuve de Saïd Bourarach, les autres ont été libérées après quatre mois de détention provisoire.

### Le principal suspect
Benjamin d’une fratrie de six enfants, Dan Lampel perd son père à l’âge de 10 ans. Il a 19 ans au moment de l’agression du vigile. Deux de ses frères témoignent que la famille, en proie à des difficultés financières, vit dans le respect des traditions juives sans être vraiment pratiquante.
Le journaliste Willy Le Devin a tenté de dresser un portrait de Lampel en interrogeant des habitants de son quartier et des policiers. À Pantin, le principal suspect traîne une mauvaise réputation. Dans son casier judiciaire sont mentionnés plusieurs faits de violences, de refus d’obtempérer, et des usages de stupéfiants récurrents. Un policier de Seine-Saint-Denis qui suit l’affaire dit que « Saïd Bourarach a été agressé par de jeunes feujs du style « 9-3 en force ». Certains, dont Dan L., le principal mis en cause, sont bien connus des forces de l’ordre pour de multiples conneries de voyous. Nous savons également que leurs sentiments identitaires sont très affirmés comme beaucoup de jeunes de banlieues aujourd’hui, mais qu’il ne s’agit pas à proprement parler d’activistes politiques influents de la communauté juive ».
Les services du renseignement connaissent l’engagement de Dan Lampel à la Ligue de défense juive en 2008, au moment de l’affaire de la rue Petit où trois jeunes juifs avaient été battus alors qu’ils se rendaient dans une synagogue du XIXe arrondissement de Paris. Les mêmes services de renseignement déclarent que Dan Lampel et son frère Michaël avaient fait savoir à la LDJ qu’ils étaient prêts à se battre contre les agresseurs qui avaient frappé les trois jeunes gens. Toutefois, ces déclarations n'ont pas été suivies d'actions.
Dan Lampel a adressé au journal Libération un droit de réponse où il se présente comme un défenseur de la tolérance communautaire, conteste les informations sur son passé judiciaire, affirme que Saïd Bourarach avait une part de responsabilité dans la bagarre. Cependant, toujours selon Willy Le Devin, des propos injurieux envers les musulmans sur la page Facebook de Lampel, son adhésion à des groupes tels que « Le sionisme par passion », montrent la virulence de son militantisme.
Début 2011, quelques mois après être sorti de détention provisoire, Dan Lampel a agressé verbalement un gardien de square noir et, selon des témoins, aurait proféré des propos racistes à son encontre. Pour cette affaire, il a été condamné à une peine de prison avec sursis.
Entre ses deux procès dans l’affaire Bourarach, Lampel, qui a temporairement trouvé refuge à Netanya en Israël (il a la double nationalité française et israélienne), devient un petit caïd et se drogue. Inquiété par la police pour des vols et des agressions, il est finalement incarcéré pour trafic de stupéfiants,.

### Les procès
Le 13 septembre 2013, Dan et Michaël Lampel, Lucien Dadoun et Dan Sellam sont renvoyés devant la cour d’assises de Bobigny sans fixer de date précise pour débattre des circonstances de la mort du vigile. Le principal accusé, Dan Lampel, qui estime que le lien entre les violences et la mort du vigile n’est pas direct, fait appel de son chef d’accusation, « violences volontaires ayant entraîné la mort sans intention de la donner avec usage ou menace d’une arme ». Le 26 mars 2014, la chambre de l’instruction de la cour d'appel de Paris valide cependant cette qualification. Ce faisant, elle écarte aussi la qualification d’homicide volontaire.
Le procès s’ouvre le 17 mars 2015 au palais de justice de Bobigny, dans un climat tendu à cause des polémiques. La veuve de Saïd Bourarach est défendue, cette année-là, par François Danglehant, avocat de l'humouriste controversé Dieudonné. Le 25 mars, la représentante du ministère public déclare dans son réquisitoire : « On ne reproche pas ici aux accusés un mobile raciste, on ne leur reproche pas non plus d’avoir voulu la mort de ce vigile, on leur reproche des violences physiques et psychologiques qui ont causé cette mort ». Le verdict est rendu le 26 mars malgré l’absence de Lucien Dadoun et de Dan Lampel. Ce dernier est condamné à 9 ans de prison, Dadoun à 6 ans, les deux autres accusés à 4 ans de prison,.
Le 5 novembre 2015, le tribunal de Bobigny condamne les quatre agresseurs de Saïd Bourarach à verser 549 000 euros de dommages-intérêts aux proches de la victime. Cette condamnation vient s’ajouter aux peines de prison ferme prononcées en mars.
L’État français, qui a perdu la trace de Lucien Dadoun, demande en 2016 l’extradition de Dan Lampel, arrêté pour trafic de stupéfiants en Israël, pays où il a fui juste avant le verdict de mars 2015. Lampel est extradé en janvier 2019 malgré un recours déposé par sa famille devant la cour suprême israélienne. Il demande alors à être rejugé, « pour être totalement en paix » selon son avocat Patrick Klugman. Le nouveau procès a lieu dans une ambiance plus calme que celle du premier. Le 22 novembre 2019, la cour d’assises de Bobigny condamne finalement Dan Lampel à une amende et à 8 ans de prison ferme, soit, par rapport à 2015, une peine plus légère d’une année.

## Les polémiques

### Un crime raciste?
Dès le début de sa garde à vue, Dan Lampel affirme pour se défendre que Saïd Bourarach a proféré lors de l’altercation une insulte antisémite du genre : « J’ai pas trois minutes pour ta race ». Cependant, des insultes à caractère raciste ou antisémite ne sont corroborées par aucune déposition. Le procureur de la République de Bobigny, Sylvie Moisson, retient l’homicide involontaire : elle ne trouve « aucun élément de nature à donner à ces faits une connotation raciste ou religieuse » et indique que « l’intention d’homicide n’est pas établie à ce jour ».
À la suite de la défense du principal suspect prétendant avoir été insulté en tant que Juif, SOS Racisme « entend rappeler que rien ne saurait justifier un éventuel homicide et, face aux déclarations des témoins de la scène, s’interroge sur la possibilité d’une manipulation de la thématique du racisme pour couvrir des actes de voyous ». Une analyse proche est formulée par le grand rabbin de France Gilles Bernheim dans un message de condoléances adressé à la famille du vigile.
M’hammed Henniche, secrétaire général de l’Union des associations musulmanes de Seine-Saint-Denis, va plus loin en déclarant, contre le sentiment du procureur, que « Saïd a été victime d’un crime raciste odieux. Dan L. s’est défendu de ses actes en mentionnant que Saïd lui avait interdit l’entrée de Batkor au motif qu’il était juif. Un point fermement démenti par les témoins présents. Saïd n’était pas un dur, c’était un père de famille au passé irréprochable. Cela prouve que Dan L. véhicule l’inadmissible préjugé comme quoi les Arabes seraient antisémites ».
Plusieurs sites d’information communautaires préjugent l’homicide volontaire et sa dimension raciste en désignant l’origine des agresseurs et leur sympathie supposée pour la Ligue de défense juive. Les prévenus avaient eu en effet par le passé des relations imprécises avec la LDJ. Aucun lien significatif n’a cependant été établi : selon le juge d’instruction, la seule appartenance à un groupuscule politique ne saurait de toute façon emporter présomption d’un mobile.
Le lundi 5 avril 2010, une centaine de personnes rassemblées à Paris, place de la République, ont observé une minute de silence avant de scander : « Justice pour Saïd ». Cinq jours plus tard, après plusieurs refus de la Préfecture de Paris, une marche blanche entre République et Bastille est finalement autorisée.
« Justice pour Saïd » est également scandée par des manifestants venus au procès de l’affaire en mars 2015, procès durant lequel la représentante du ministère public déclare : « Si la victime n’était pas musulmane, si les accusés n’étaient pas juifs, cela aurait pu rester un tragique fait divers et ne pas attirer l’attention médiatique. Mais ce dossier n’est pas celui du racisme ou de l’antisémitisme, nous n’en avons que le fantasme ».
D'après Libération, les militants antisémites Dieudonné et Alain Soral cherchent à présenter cette affaire comme « une sorte de contre-affaire Ilan Halimi, où l’on refuserait la qualification raciste parce que les auteurs sont juifs ». Ils se sont rapprochés de Nathalie Potignon, veuve de Saïd Bourarach à la santé fragile, et ils la soutiennent financièrement. Dieudonné a également consacré à l'affaire un sketch qui commence par « libérez Fofana ».
En septembre 2013, Nathalie Potignon a participé à la cérémonie d’inauguration de la Ligue de défense judiciaire des musulmans (LDJM) créée par l’ancien avocat Karim Achoui.

### Désintérêt des politiques et des médias
La couverture médiatique de l’affaire, bien que réelle, fut discrète, ce qui, selon Le Monde, a accru dans certaines couches de la population française le sentiment d’injustice et a suscité une « indignation à géométrie variable ». Pascal Boniface estime que les « médias et les responsables politiques ont fait le moins de commentaires possible, silence, comme toujours, justifié par le souci de ne pas dresser les communautés les unes contre les autres. Le résultat est exactement l’inverse ».
Lors du conseil municipal de Bobigny du jeudi 1er avril 2010, la maire de Bobigny, Catherine Peyge (PCF), a refusé la tenue d’une minute de silence demandée par la famille, des amis, des employés de Batkor ainsi que des Balbyniens désirant rendre hommage à Saïd Bourarach.
Le Collectif contre l'islamophobie en France (CCIF) déclare le 3 avril 2010 « qu’aucun homme politique n’a pour l’instant pris la peine de communiquer le moindre sentiment sur cet homicide. La couverture médiatique est étrangement bien différente des célèbres affaires antisémites ». Plus tard, le Parti communiste français envoie un message de compassion à Nathalie Potignon, et la sénatrice des Verts Alima Boumediene-Thiery dénonce « des actes injustifiables : tuer un homme en raison de ses origines est inadmissible. Aucune impunité ne doit être tolérée ».
Abdelhakim Sefrioui, responsable du collectif pro-palestinien Cheikh Yassine, déclare lors de la manifestation du 5 avril : « On exige de nos hommes politiques le même respect, le même égard envers tous les citoyens ». Un membre de la famille Bourarach dit cependant regretter que ce collectif ait instrumentalisé la mort de Saïd, et ajoute : « Que les agresseurs soient juifs, chrétiens, musulmans ou même bouddhistes, on s’en fout ! Tout ce que l’on veut, c’est un jugement normal ».
Selon la journaliste Caroline Fourest, « vouloir transformer toute altercation entre un juif et un Arabe en affaire politique » est le souhait de l’extrême droite et, dans le cas de l’affaire Bourarach, de « groupes victimaires » tels que l’Union des associations musulmanes de Seine-Saint-Denis. Les médias auraient quant à eux traité l’affaire convenablement, sans la comparer aux meurtres racistes emblématiques : « c’est bien l’intention raciste – et non le pedigree ethnique des agresseurs – qui devrait justifier de polémiquer autour d’un fait divers, si tragique soit-il. »
Selon Libération, les médias ne se seraient intéressés qu’au volet judiciaire de l’affaire sans se pencher sur la personnalité des auteurs, ce qui fait dire à Maître Ahcène Taleb, l’avocat de la famille Bourarach, qu’« une chape de plomb préoccupante et regrettable a été posée sur cette histoire ».

### Une extradition non justifiée
Contrairement à la France, Israël accepte souvent les extraditions de ses ressortissants, ce qui peut susciter l’incompréhension. L’annonce de la demande par l’État français de l’extradition de Dan Lampel motive la réalisation d’un documentaire à charge contre la justice française, diffusé en juillet 2017 sur la deuxième chaîne israélienne. Si L’Affaire Dan Lampel montre parfois des entrevues avec une personnalité de premier plan, comme l’ancienne ministre de la Justice Tsipi Livni pour qui Israël ne peut pas « devenir un refuge pour les criminels ayant commis des méfaits de par le monde », il donne principalement la parole à la famille Lampel, reconstitue avec elle les faits, et assure que la vie d’un « juif israélien condamné pour avoir tué un marocain musulman » est menacée dans une prison française. « Ils vont le tuer, ils vont l’égorger ! » se lamente notamment la mère de famille devant la caméra,.
Me Dominique Cochain, qui défend la nièce et le frère de Saïd Bourarach, refuse l’argument de la famille Lampel : « Les deux condamnés [Michaël Lampel et Dan Sellam] qui ont purgé leur peine sont sortis de prison… bien vivants ! » Au contraire, Me Mira Beiton estime que tout doit être fait pour retarder ou annuler le retour en France de son client Dan Lampel, au nom d’un « principe de réciprocité » avec l’affaire Lee Zeitouni, tuée en 2011 en Israël par deux chauffards condamnés en 2014 en France après refus de leur extradition.
Sur la toile ont circulé deux pétitions qui demandaient le refus de l’extradition, en prétextant une dangerosité extrême des prisons françaises pour un juif. L’une d’elles fut lancée par un ancien pilier de la LDJ plusieurs fois incarcéré.

## Hommages
Le 5 avril 2010, une centaine de personnes se rassemblent place de la République à Paris pour rendre hommage à Saïd Bourarach. La marche blanche du 10 avril 2010 entre République et Bastille réunit entre cinq cents et mille personnes selon Bondy Blog, environ six mille personnes selon l’Union des associations musulmanes de Seine-Saint-Denis, qui organise l’événement.
Un hommage est rendu le vendredi 16 avril 2010 à la mosquée d’Épinay-sur-Seine.
Saïd Bourarach est enterré à Berkane dans le Maroc oriental.